# Niklas Rådström

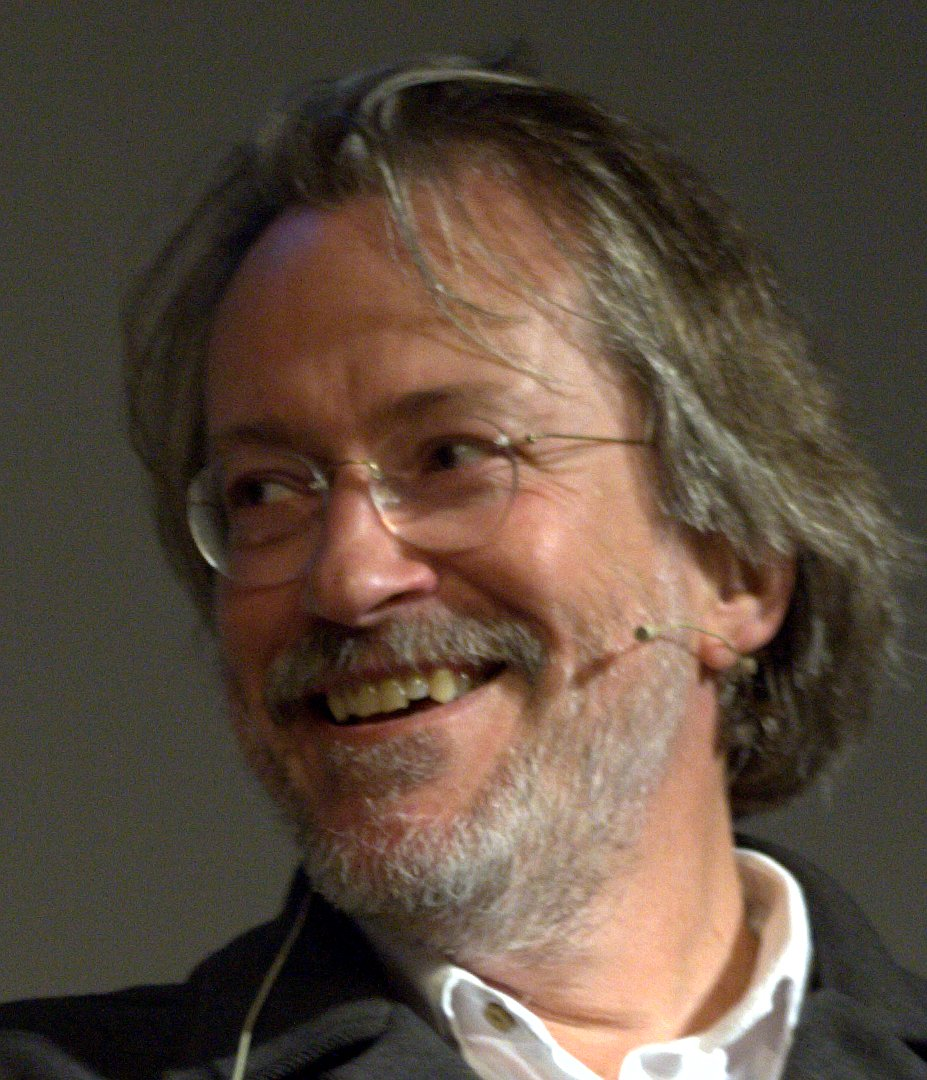
Niklas Rådström (2010)

Pär Kristian Niklas Rådström (* 12. April 1953 in Stockholm) ist ein schwedischer Schriftsteller, Dichter, Dramatiker und Drehbuchautor.

## Leben
Rådström ist der Sohn des schwedischen Schriftstellers Pär Rådström und der Journalistin und Theaterintendantin Anne Marie Rådström. Er studierte Filmwissenschaften und Philosophie und ist Mitglied der schwedischen Literaturakademie Samfundet De Nio.

## Werke
- 1975: Med tystnad närbesläktade dikter
- 1976: Vitnatt: roman
- 1977: Dikter och andetag
- 1979: Dikter kring Sandro della Quercias liv: roman
- 1980: Dikt inför folkomröstningen om kärnkraft
- 1981: Postumunkulus
- 1982: Skuggan: dikter
- 1983: Landskap: noveller
- 1984: I Egypten däremot. En resa. (Zusammen mit Stig Claesson)
- 1985: Hitlers barndom: med förord av Alice Miller
- 1985: Bokstäverna är droppar i alfabetets hav: en ABC-bok, bild: Marianne Enquist
- 1986: Den helige Antonius frestelser: böner, världsförklaringar & Stenarnas sånger
- 1987: Det leva: dikter
- 1988: Berättat om natten - och andra historier om spöken, skuggorna och månen
- 1988: Bok. Tolv etsningar och en svit prosadikter. (Zusammen mit Lennart Aschenbrenner)
- 1988: Röd och grön, bild: Catharina Günter-Rådström
- 1989: Månen vet inte: roman
- 1990: Pappskalle. En sång, en memoire
- 1990: Terrass med druvor
- 1991: Vänd ditt timglas: roman
- 1992: Medan tiden tänker på annat: roman
- 1993: Ängel bland skuggor: roman
- 1994: Robert och den osynlige mannen; teckningar av Catharina Günther-Rådström
- 1994: Den ansvarsfulla lättjan
- 1995: Vad du vill: roman
- 1996: Spårvagn på Vintergatan: roman
- 1997: Huvudsaken: kring en svit glasarbeten av Bertil Vallien (A matter of head : concerning a suite of glass sculptures by Bertil Vallien), foto Göran Örtegren
- 1998: Hell: scener ur ett författarliv
- 1999: Drivved från Arkadien: roman
- 2000: Om att komma tillbaka till dikten
- 2001: De svarta tangenternas planet
- 2002: Kvartett : fyra pjäser
- 2003: Absint: historien om en blåmes; (Zusammen mit Catharina Günther-Rådström)
- 2004: Dantes gudomliga komedi: en dikt i tre akter efter Dante Alighieri samt en essä
- 2006: Gästen
- 2006: De onda
- 2007: En handfull regn
- 2010: Månens anförvant: roman

### Werke auf Deutsch
- 1996: Engel unter Schatten
- 1996: Robert und der unsichtbare Mann
- 2011: Der Librettist
- 2017: Die Bibel

## Filmografie
- 1986: Bröderna Mozart
- 1988: Livsfarlig film
- 1993: Tala! Det är så mörkt
- 2003: Swedenhielms
- 2004: Eiffeltornet
- 2008: Die ewigen Momente der Maria Larsson (Maria Larssons eviga ögonblick)